# Ernestina Šarlota Nasavsko-Hadamarská
Ernestina (Arnoštka) Šarlota Nasavsko-Hadamarská (německy Ernestine Charlotte von Nassau-Siegen, 23. října 1623, pravděpodobně v Bruselu - 15. srpna 1668, Mengerskirchen) byla německá šlechtična, sňatkem kněžna nasavsko-hadamarská a malířka.

## Život
Narodila se pravděpodobně v Bruselu jako dcera hraběte Jana VIII. Nasavsko-Siegenského a jeho manželky Ernestiny Jolandy z Ligne, kde také prožila dětství. Na jednom z obrazů Anthonise van Dycka je zachycena jako jedenáctiletá.
Původně inklinovala ke řeholnímu životu, ale po devíti letech zasnoubení se 30. ledna 1650 se v Bruselu provdala za svého bratrance Mořice Jindřicha Nasavsko-Hadamarského, knížete z mladší otonské linie rodu Nasavských v Hadamaru, jako jeho první manželka. Stěhování z Bruselu do německých provincií pro ni bylo zřejmě náročné a trápila ji změna prostředí, těžká těhotenství a nemoci.
Od dětství vykazovala výtvarné nadání a pravděpodobně dostávala lekce malby od umělce z van Dyckova okruhu. Malovala zejména portréty žen. Vycházela při tom ze vzorů jiných umělců. Některé její obrazy se dochovaly a jsou ve Lobkowiczké sbírce umění v Praze.

## Potomstvo
- Ernestina Ludovika (17. února 1651 v Hadamaru - 29. května 1661 tamtéž)
- Jan Lamoral Heřman František (21. ledna 1653 v Hadamaru - 18. února 1654 tamtéž)
- Filip Karel (15. května 1656 v Hadamaru - 22. července 1668, Oirschot)
- František Kašpar Otto (29. listopadu 1657 v Hadamaru - 24. února 1659 tamtéž)
- Klaudie Františka (6. června 1660 Hadamar - 6. března 1680 Neustadt an der Waldnaab), provdaná 18. července 1677 v Hadamaru za knížete Ferdinanda Augusta z Lobkovic (7. září 1655 - 3. října 1715).
- Maxmilián August Adolf (19. října 1662 v Hadamaru - 26. května 1663 tamtéž)